# Кузлеу
Кузлеу (рум. Cuzlău) — село у повіті Ботошані в Румунії. Входить до складу комуни Пелтініш.
Село розташоване на відстані 425 км на північ від Бухареста, 54 км на північ від Ботошань, 138 км на північний захід від Ясс.

## Населення
За даними перепису населення 2002 року у селі проживали 183 особи, усі — румуни. Усі жителі села рідною мовою назвали румунську.